# FV433 アボット SPG
FV433 アボット（FV433 "Abbot" self propelled gun）は、イギリス陸軍の105mm自走榴弾砲である。
"アボット（Abbot）"とは「修道院長」の意。

## 開発
第二次世界大戦後も、イギリス陸軍は大戦中に開発されていたセクストンやM7 プリーストなどの自走砲を引き続き運用していたが、1950年代には老朽化と性能の陳腐化が目立つようになったため、1950年代末には新型自走砲の開発が開始された。
開発にあたっては、期間短縮とコスト削減のために1958年から開発が始まっていたFV430シリーズ（FV432装甲兵員輸送車など）と共通のシャーシに全周砲塔を搭載する形で設計された。
1961年には、エンジンはロールス・ロイス製のB.81ガソリンエンジン搭載の試作車とK.61多燃料エンジンを搭載した試作車が計12両完成し、試験の結果K.61多燃料エンジン搭載車が採用された。

## 構造

### 車体
車体の配置は、車体前部の右側に操縦手、左側にエンジン室、車体後部を戦闘区画とし、砲塔は右側に砲手、左側に車長と装填手が座る、第二次世界大戦後の主要自走砲に共通する配置となっている。
FV433はFV430シリーズの一種類であり、シャーシが共通であるため、エンジンやトランスミッションを一纏めにしたパワーパックも共通のものが使用可能である。このことは整備技術習得時間の短縮や部品の互換性に大きく有利な点になっている。前照灯はほかのFV430シリーズとは違い、車体前面の箱型の構造物に横列に4基を搭載しており、これは本車の外観的特徴の1つになっている。後期生産車両では前照灯を中央の2基のみとしているものが多い。
車体と砲塔は圧延鋼板を溶接した構造で、折り畳み式のスクリーンを展開することで、自走砲には珍しい浮行性を有している。

### 兵装
主砲のL13A1 105mm榴弾砲はロイヤル・オードナンス製。榴弾を用いた際の最大射程は17kmにおよび、105mm榴弾砲では最大級の射程を有する。弾薬は分離式榴弾・粘着榴弾・発煙弾を発射することが可能で、40発の弾薬は車体後部に格納され、車体後面に弾薬補給用の大型扉がある。
このほか、副武装としてL4A4 7.62mm機関銃を砲塔上の車長用ハッチ横に搭載するほか、砲塔前面左右には3連の発煙弾発射機が装備されている。L4A4は、後にL7A2 7.62㎜機関銃に交換されている。

## 生産・運用
生産は1964年からヴィッカースで始まり、1967年までに146両が生産された。1968年からはエンジンを改良し浮上航行用スクリーンを廃止した改良型が20両生産され、総生産数は166両となっている。
イギリス陸軍では1960年代以降、射程や打撃力の観点から155mm榴弾砲の要求が高まっていたが、車体サイズの小さいFV433の105mm砲を155mm砲に交換することは不可能であった。このことがFV433の運用を制限することとなり、主力自走砲の座がアメリカ製のM109 155mm自走榴弾砲に替わっても平行して運用された後、1995年に両車とも新型のAS-90に更新されて退役した。

## 派生型
アボット 工兵車両（Value Engineered Abbot）
エンジンをK.60 Mk.60G/1 ディーゼルエンジンに換装し、浮行スクリーンを廃止。車体に各種工兵機材を装備した装甲工兵車両。
1968年に20両が製造され、うち4両がインド陸軍に供与された。

## 登場作品

### 映画
以下の映画作品に登場しているのはいずれも同じ車両であり、軍の払い下げ品が民間で所有されている車両である。なお、すべて米軍車両として登場するものの、実際に米軍でFV433が装備されたことはない（このためM109 155mm自走榴弾砲風に外観をアレンジされている場合が多い）。
『SUPER8/スーパーエイト』
アメリカ軍の車両として、ラストシーン近くに登場。
『エボリューション』
出動した米軍の車両のうちの1両として登場。
『クローバーフィールド/HAKAISHA』
モンスターを攻撃する米軍の車両として、M1エイブラムスなどとともに登場。主砲で直接射撃を行っており、作中の台詞やメイキング映像中のスタッフも「戦車（Tank）」と呼んでいるところから、作品内では自走砲ではなく戦車扱いの模様。
『地球が静止する日』
出動した米軍の車両のうちの1両として登場。同一シーンに複数台が登場するが、これはCG処理によるものである。
『ミスト』
終盤、アメリカ陸軍所属車両が登場。現役時とは異なり、砲塔上の機関銃はブローニングM2重機関銃に変更されている。

### テレビドラマ
『スペースド』
『第一容疑者』
第6シーズン「姿なき犯人」(原題：Prime Suspect6:The Last Witness)に登場。